# 長岡市立青葉台中学校
長岡市立青葉台中学校（ながおかしりつ あおばだいちゅうがっこう）は、新潟県長岡市青葉台に所在する市立中学校。

## 概要
1985年に開校。通称は「青中」（あおちゅう）。長岡ニュータウンに位置する。

## 沿革
- 1985年4月1日 - 宮本中学校・大積中学校を統合して開校。

## 通学区域
#外部リンクを参照。

### 進学前小学校
- 長岡市立青葉台小学校
- 長岡市立宮本小学校
- 長岡市立大積小学校

## 交通
- 越後交通「ニュータウンセンター」バス停から徒歩3分
- 同「宮本」バス停（国道8号上）から徒歩3分